# Morten Hilmer
Morten Hilmer (ur. 29 lutego 1980) – duński fotograf dzikiej przyrody, podróżnik, filmowiec, twórca internetowy.

## Życiorys
Morten Hilmer wychowywał się na wsi na małej farmie. Rodzice od najmłodszych lat zapoznawali Mortena z naturą, a w wieku 14 lat dostał swój pierwszy aparat fotograficzny. To zapoczątkowało jego przyszłą pasję, która przerodziła się w pełnoprawny zawód fotografa. Początki nie były łatwe, ponieważ Morten musiał podjąć jakiekolwiek prace, aby opłacić rachunki. Z biegiem lat fotografowanie zaczęło przynosić zyski Mortenowi co pozwoliło mu zrezygnować z dotychczasowej pracy i zająć się fotografowaniem. Profesjonalnie wykonuje ten zawód od 2012 roku. Jego specjalizacja to fotografowanie dzikiej przyrody w Arktyce. W 2014 roku sprzedał swój apartament w Aarhus i przeprowadził się w najbardziej odludne miejsce Danii w którym mieszka do dziś (Jutlandia Północno-Zachodnia). Podczas ekspedycji do Parku Narodowego Grenlandii, wraz z współpracownikami, piętnastoma psami zaprzęgowymi i całym sprzętem fotograficznym, przebył niemal 10000 km przez największy park narodowy świata. Podróż zajęła zespołowi ponad 26 miesięcy. Od 2012 roku, współpracownik w ILCP (International League of Conservation Photographers).

## Publikacje
| rok  | opis |
| ---- | --- |
| 2015 | Rævehvalpen – Edukacyjna książka dla dzieci o lisach w duńskiej naturze.                                               |
| 2017 | Cisza Północy – Książka ze zdjęciami i historiami z Nordyckiej przyrody z 10 lat fotografowania i odkrywania.          |
| 2019 | Cisza Północy – Kalendarz.                                                                                             |
| 2020 | Kalendarz ukazujący ulubione zdjęcia Mortena z roku 2019.                                                              |
| 2020 | Fotografie Mortena znalazły się w książce "Nordens kloge kragefugle", której autorką jest duńska biolożka Sussie Pagh. |

## Nagrody fotograficzne
| rok  | opis |
| ---- | --- |
| 2008 | Europejski Fotograf Dzikiej Przyrody roku, wysoce polecany w kategorii ssaki.                                |
| 2009 | Europejski Fotograf Dzikiej Przyrody roku – drugie miejsce w kategorii ssaki.                                |
| 2009 | Prelegent w Królewskim Społeczeństwie Geograficznym w Londynie.                                              |
| 2009 | Veolia Fotograf Dzikiej Przyrody, drugie miejsce w kategorii ssaki, Muzeum Historii Naturalnej w Kopenhadze. |
| 2009 | Naturama Zdjęcie Natury roku, zwycięzca, Naturama Muzeum Historii Narodowej, Dania                           |
| 2009 | Najlepszy Fotograf Dzikiej Przyrody.                                                                         |
| 2010 | Najlepszy Fotograf Dzikiej Przyrody.                                                                         |
| 2011 | Europejski Fotograf Dzikiej Przyrody roku, wysoce polecany w kategorii ssaki.                                |
| 2011 | Europejski Fotograf Dzikiej Przyrody roku, wysoce polecany w kategorii krajobrazy.                           |
| 2012 | Nordycki Konkurs na Zdjęcie Natury, Najlepsze Nordyckie zdjęcie natury.                                      |
| 2012 | Europejski Fotograf Dzikiej Przyrody roku, wysoce polecany w kategorii człowiek i natura.                    |
| 2018 | Magiczna Natura – Fotograf Przyrody roku, zdobywca drugiego miejsca w kategorii ptaki.                       |
| 2018 | Magiczna Natura – Fotograf Przyrody roku, zwycięzca w kategorii człowiek i natura.                           |

## Produkcje wideo
| rok  | opis |
| ---- | --- |
| 2015 | We współpracy z WWF, Morten wyruszył w podróż do Finlandii, aby stworzyć materiał o niedźwiedziach brunatnych i wilkach.              |
| 2015 | Silence of the North – Pierwszy film na kanale YouTube Mortena oraz na platformie Vimeo, który ukazywał dziką przyrodę na Grenlandii. |
| 2017 | Na potrzeby duńskiego programu telewizyjnego DR1, Morten nagrał materiał o tematyce dzikiej przyrody oraz o lokalnych myśliwych.      |
| 2020 | Wideo stworzone dla francuskiej firmy LaCie pt. „Mistrzowie Żywiołów”.                                                                |

## Krótka linia czasu

### 2005–2008
Żołnierz w duńskiej jednostce wojskowej Psich Zaprzęgów Sirius. Po dwóch latach służby, Morten oficjalnie dołączył do Patrolu Sirius. Po przebyciu sześciomiesięcznego treningu specjalnego w warunkach arktycznych, został wysłany na północną Grenlandię na 26 miesięcy, aby dołączyć do zespołu 12 mężczyzn, którzy patrolowali całą linię brzegową w parku narodowym, używając psich zaprzęgów. Podczas najdłuższej podróży, patrol przez 18 miesięcy przebywał poza kwaterą główną.

### 2008–2009
Dwumiesięczna ekspedycja fotograficzna do najbardziej wysuniętej na północ osady na wschodnim wybrzeżu Grenlandii. Podczas ekspedycji Morten pracował nad projektem „The Land Without Sun”, który polegał na ukazaniu dzikiej przyrody oraz ludzi mieszkających w tej części świata, bez dostępu do słońca przez ponad 2 miesiące.

### 2010
Lider wyprawy podczas ekspedycji dla duńskiej telewizji, w asyście WWF na Grenlandię. Wspólnie z duńską klasą szkolną, podróżowali wśród arktycznej przyrody przez 4 dni psim zaprzęgiem, podczas gdy ekipa telewizyjna wyprodukowała dwa filmy dokumentalne.

### 2010–2014
Ponad 6 wypraw na Grenlandię i norweski archipelag Svalbard, aby udokumentować dziką przyrodę.

### 2014–2016
W tych latach, Morten pracował i fotografował w bazie lotniczej Thule na Grenlandii.

### 2016–2017
Wraz z innym fotografem, Morten odbył 1-miesięczną podróż do Siorapaluk na Grenlandii. Podczas ekspedycji na zlecenie duńskiej telewizji DR1, nagrali 1-godzinny film dokumentalny opisujący spotkania z lokalnymi myśliwymi i własne doznania odnośnie do fotografii dzikiej przyrody.

### 2019–2020
2-miesięczna ekspedycja na kanadyjską wyspę Ellesmere w celu sfotografowania białych arktycznych wilków. Pierwsza z czterech części filmu została opublikowana 22 grudnia 2019 roku na kanale Youtube Mortena. Druga część 5 stycznia 2020 roku, trzecia część 19 stycznia 2020 roku, natomiast ostatnia 2 lutego 2020 roku.

## Sprzęt fotograficzny

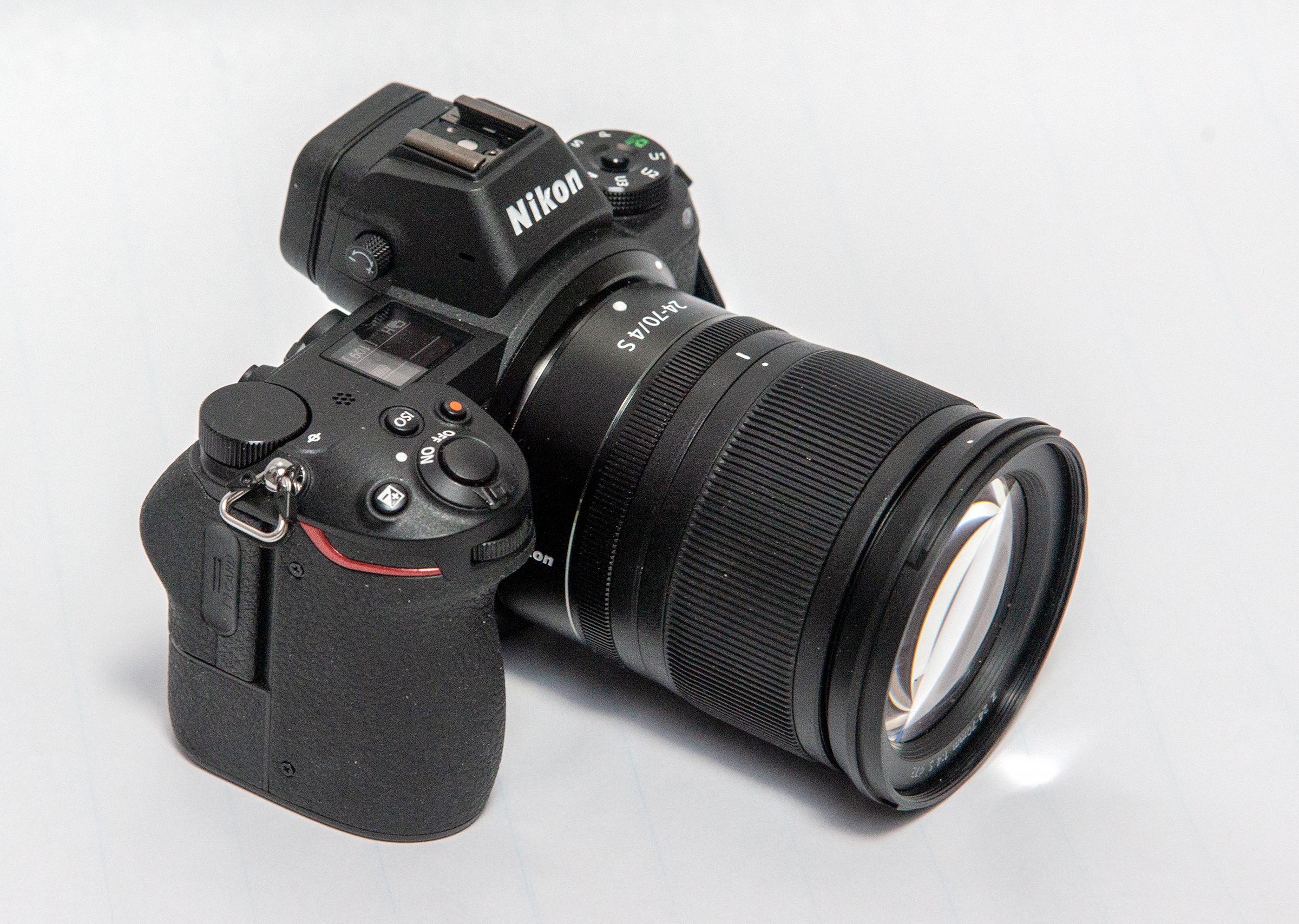
Nikon Z 6

Sprzęt na jakim pracuje Morten to aparaty bezlusterkowe z serii Z od Nikon. Obecnie głównym body aparatu jest Nikon Z 6. Z racji na dziedzinę fotografii jaką zajmuje się Morten, potrzebne są dość ciężkie obiektywy z dużym zoomem. Dla przykładu są to: Nikon AF-S NIKKOR 200-500mm, Tamron SP 150-600mm G2 oraz Nikon 600mm f/4. Na potrzeby nagrywania i uwieczniania ujęć krajobrazu czy szerszych kadrów, Morten używa także obiektywów Nikona. Ich zakres ogniskowych oscyluje od 16 do 70mm, a są to: Nikon 16-35mm F4G i Nikon NIKKOR Z 24-70 mm f4 S. Ważnym aspektem jest utrzymanie całego sprzętu w pozycji nieruchomej, często podczas niekorzystnych warunków pogodowych. Aby zapobiec jakimkolwiek poruszeniom aparatu i obiektywu, Morten używa statywów z serii Gitzo. Pomieszczenie wielokilogramowego sprzętu wymaga wytrzymałego i sporego plecaka fotograficznego. Zaufanym producentem fotografa jest amerykańska firma Lowepro. Aby urozmaicić swoje produkcje, Hilmer wykorzystuje również drona od chińskiej firmy DJI. Model na jakim pracuje obecnie to Mavic 2 Pro.

## Działalność internetowa
Poza zleconymi produkcjami, publikacjami czy nagrodami, Morten jest stale aktywny w internecie. Najpopularniejszymi platformami na jakich można dowiedzieć się więcej o twórczości fotografa są: YouTube, Twitter, Instagram oraz Facebook.
Kanał YouTube na dzień 6 styczeń 2025 roku, posiada 529 tys. subskrypcji z dorobkiem ponad 180 filmów, które opisują zakulisową działalność Mortena. Częstym zabiegiem jest dzielenie jednej ekspedycji na dwie/trzy części, co powoduje ciekawą narrację pomiędzy materiałami. Nie brakuje jednak produkcji, które stanowią pewnego rodzaju „poradniki”, czy przegląd sprzętu fotograficznego oraz sposoby na łatwiejsze fotografowanie. Kanał, pomimo tego, że został założony 15 października 2010 roku, nie posiadał materiału aż do 18 listopada 2015 roku. Po prawie dwuletniej przerwie, ukazał się drugi film 23 września 2017 roku. Ta data może zostać uznana za oficjalne rozpoczęcie działalności na tej platformie. Od tego czasu Hilmer, co jakiś czas umieszcza materiały o wcześniej wspomnianej tematyce. Od 12 do 29 marca 2020 roku na kanale ukazała się trzyczęściowa seria opisująca polskie Żubry w Białowieży. Łącznie Morten spędził w Polsce 10 dni. Pierwszy materiał z polski ukazał się dnia 12 marca 2020 roku, drugi 22 marca 2020 roku, a ostatni 29 marca 2020 roku. Kanał jest prowadzony po angielsku.
Jeżeli chodzi o media takie jak Facebook, Instagram czy Twitter, Morten używa ich do wypromowania swoich najświeższych materiałów. Udostępnia też fotografie czy krótkie urywki o zbliżających się filmach.